# Шахнович Мойсей Давидович
Мойсей (Моїсей) Давидович Шахнович (1918—1982) — радянський військовик, учасник німецько-радянської війни, командир батареї 321-го артилерійського полку (91-ша стрілецька дивізія, 51-ша армія, Південний фронт), Герой Радянського Союзу, капітан.

## Життєпис
Народився Мойсей Шахнович 15 травня 1918 року в родині робітника. У більшості джерел про нього вказано, що місцем народження є м. Старокостянтинів Хмельницької області, проте, за іншими даними, він є уродженцем смт Любар на Житомирщині. За деякими свідченням, він навіть був випускником місцевої єврейської школи. Імовірно, сім'я Шахновичів могла згодом переїхати до Старокостянтинова на постійне місце проживання.
1937 року Шахнович закінчив Дніпропетровський машинобудівний технікум. Після цього повернувся до Старокостянтинова, працював на місцевому цукровому заводі теплотехніком.
З 1938 року Мойсей Давидович у лавах Червоної армії. 1941 року закінчив Бакинське військове піхотне училище.
З початком Німецько-радянської війни Мойсей Давидович з листопада 1941 року перебував на фронті. Воював на Дону, у передгір'ї Кавказу та під Сталінградом. Брав участь у визволенні України, зокрема міст Краснодона та Мелітополя; пізніше воював у Білорусі та Прибалтиці. Був чотири рази поранений. Капітан, був командиром батареї 321-го артилерійського полку (91-ша стрілецька дивізія, 51-ша армія).
Особливо відзначився у вуличних боях за місто Мелітополь 12—23 жовтня 1943 року. Його батарея знищила 2 танки, 4 автомашини, придушила вогонь декількох батарей і відбила ряд контратак противника.
З 1946 року — звільнений у запас. Спочатку повернувся до Старокостянтинова, де залишилися рідні, проте вони були розстріляні ще 1942 року. Тому, врешті-решт, Шахнович поїхав до міста, де навчався військовій справі — до Баку, де й прожив до кінця життя.
1958 року закінчив Московський інститут народного господарства. Працював директором гастроному в Баку, який місцеві жителі так і називали «гастроном Шахновича».
Помер 19 жовтня 1982 року. Похований у Баку на Єврейському кладовищі.

## Родина
Мойсей Давидович із дружиною Есфір виростили двох синів — Давида та Олександра. Онуки та правнуки живуть в Ізраїлі.

## Нагороди
За мужність і відвагу, проявлені у боях при звільненні Мелітополя, 1 листопада 1943 року Мойсею Давидовичу присвоєне звання Героя Радянського Союзу із врученням ордена Леніна й медалі «Золота Зірка» (№ 1296).
Був нагороджений також Орденом Червоної Зірки (14 лютого 1943), медаллю «За оборону Сталінграда», іншими медалями.

## Пам'ять
На честь М. Д. Шахновича була названа одна з вулиць Мелітополя, його ім'я увічнено на міській Алеї Героїв Радянського Союзу.
У смт Любар на будівлі Любарської гімназії № 1 при вході Мойсею Шахновичу встановлена меморіальна дошка як уродженцю цього населеного пункту. Також, 9 травня 2010 року у сквері біля вищезазначеної гімназії встановлено Пам'ятник Героям-землякам Любарщини 1941—1945 років, серед яких і стела Мойсею Давидовичу Шахновичу.